# Gastón Gil Romero
Gastón Ignacio Gil Romero (General Roca, Río Negro, 6 de mayo de 1993) es un futbolista argentino. Juega como mediocampista en el Audax Italiano de la Primera División de Chile.

## Biografía
Nació en La Plata pero se crio en General Roca, provincia de Río Negro. Su padre fue jugador de Deportivo Roca.

## Trayectoria
Se inició en Deportivo Roca, a pesar de haber pasado una prueba en Boca Juniors decidió jugar para el pincha. Sumándose a la novena de Estudiantes LP.
El 13 de marzo de 2012, Juan Manuel Azconzábal lo hizo debutar ante Deportivo Merlo por la Copa Argentina.
Con un puñado de partidos en la Primera División, viajó en junio al torneo 8 Naciones en Sudáfrica con la Selección Sub-20, que perdió la final con Brasil.
En enero de 2016 fue cedido a préstamo a Rosario Central, convirtiéndose en el cuarto refuerzo del equipo dirigido por Eduardo Coudet.
En enero de 2017 es cedido a préstamo con opción de compra a Universidad Católica de Ecuador. 
En junio de 2018 se convierte en nuevo jugador de Belgrano de Córdoba, Estudiantes lo presta por un año y con una opción para adquirir el 50 por ciento del pase aunque solo se desempeñó seis meses en el Pirata cordobés. En enero de 2019 vuelve a ser jugador de Patronato, dado que nuevamente Estudiantes lo presta al jugador a otro club argentino por tercera vez consecutiva.
En enero de 2023 pasa a integrar la plantilla del Club Guaraní de Paraguay.
El 17 de julio de 2024, el centrocampista firmó en el Audax Italiano de Chile. 

## Estadísticas
| Club                                    | Div.                | Temporada           | Liga  | Liga  | Copas nacionales | Copas nacionales | Torneos internacionales | Torneos internacionales | Total | Total |
| Club                                    | Div.                | Temporada           | Part. | Goles | Part.            | Goles            | Part.                   | Goles                   | Part. | Goles |
| --------------------------------------- | ------------------- | ------------------- | ----- | ----- | ---------------- | ---------------- | ----------------------- | ----------------------- | ----- | ----- |
| Estudiantes (LP) Argentina              | 1.ª                 | 2011-12             | 6     | 0     | 1                | 0                | —                       | —                       | 7     | 0     |
| Estudiantes (LP) Argentina              | 1.ª                 | 2012-13             | 11    | 0     | 2                | 0                | —                       | —                       | 13    | 0     |
| Estudiantes (LP) Argentina              | 1.ª                 | 2013-14             | 35    | 1     | 0                | 0                | —                       | —                       | 38    | 1     |
| Estudiantes (LP) Argentina              | 1.ª                 | 2014                | 12    | 0     | 3                | 0                | 5                       | 0                       | 20    | 0     |
| Estudiantes (LP) Argentina              | 1.ª                 | 2015                | 21    | 0     | 3                | 0                | 6                       | 0                       | 30    | 0     |
| Estudiantes (LP) Argentina              | Total club          | Total club          | 85    | 1     | 9                | 0                | 11                      | 0                       | 105   | 1     |
| Rosario Central Argentina               | 1.ª                 | 2016                | 5     | 0     | 0                | 0                | 5                       | 0                       | 10    | 0     |
| Rosario Central Argentina               | 1.ª                 | 2016-17             | 0     | 0     | 0                | 0                | —                       | —                       | 0     | 0     |
| Rosario Central Argentina               | Total club          | Total club          | 5     | 0     | 0                | 0                | 5                       | 0                       | 10    | 0     |
| Universidad Católica · Ecuador          | 1.ª                 | 2017                | 36    | 0     | —                | —                | 4                       | 0                       | 40    | 0     |
| Universidad Católica · Ecuador          | Total club          | Total club          | 36    | 0     | 0                | 0                | 4                       | 0                       | 40    | 0     |
| Patronato Argentina                     | 1.ª                 | 2017-18             | 12    | 0     | 0                | 0                | —                       | —                       | 12    | 0     |
| Patronato Argentina                     | 1.ª                 | 2018-19             | 7     | 0     | 1                | 0                | —                       | —                       | 8     | 0     |
| Patronato Argentina                     | Total club          | Total club          | 20    | 0     | 1                | 0                | 0                       | 0                       | 21    | 0     |
| Belgrano Argentina                      | 1.ª                 | 2018-19             | 9     | 0     | 0                | 0                | —                       | —                       | 9     | 0     |
| Belgrano Argentina                      | Total club          | Total club          | 9     | 0     | 0                | 0                | 0                       | 0                       | 9     | 0     |
| Aldosivi Argentina                      | 1.ª                 | 2019-20             | 21    | 0     | 1                | 0                | —                       | —                       | 22    | 0     |
| Aldosivi Argentina                      | 1.ª                 | 2021                | 17    | 0     | 12               | 0                | —                       | —                       | 29    | 0     |
| Aldosivi Argentina                      | Total club          | Total club          | 38    | 0     | 13               | 0                | 0                       | 0                       | 51    | 0     |
| Atlético Tucumán Argentina              | 1.ª                 | 2022                | 12    | 0     | 11               | 0                | 0                       | 0                       | 23    | 0     |
| Atlético Tucumán Argentina              | Total club          | Total club          | 12    | 0     | 11               | 0                | 0                       | 0                       | 23    | 0     |
| Guaraní Paraguay                        | 1.ª                 | 2023                | 31    | 0     | 0                | 0                | 8                       | 0                       | 39    | 0     |
| Guaraní Paraguay                        | Total club          | Total club          | 31    | 0     | 0                | 0                | 8                       | 0                       | 39    | 0     |
| Independiente Rivadavia (Mdz) Argentina | 1.ª                 | 2024                | 4     | 1     | 13               | 0                | -                       | -                       | 17    | 1     |
| Independiente Rivadavia (Mdz) Argentina | Total Club          | Total Club          | 4     | 1     | 13               | 0                | -                       | -                       | 17    | 1     |
| Audax Italiano · Chile                  | 1.ª                 | 2024                | 9     | 0     | 0                | 0                | -                       | -                       | 9     | 0     |
| Audax Italiano · Chile                  | 1.ª                 | 2025                | 8     | 0     | 6                | 0                | -                       | -                       | 14    | 0     |
| Audax Italiano · Chile                  | Total Club          | Total Club          | 17    | 0     | 6                | 0                | -                       | -                       | 23    | 0     |
| Total en su carrera                     | Total en su carrera | Total en su carrera | 257   | 2     | 53               | 0                | 28                      | 0                       | 360   | 2     |
| 1. 2. 3.                                |                     |                     |       |       |                  |                  |                         |                         |       |       |